# Beccles
Beccles – miasto i civil parish we wschodniej Anglii (Wielka Brytania), w hrabstwie Suffolk, w dystrykcie East Suffolk, położone na południowym brzegu rzeki Waveney, na skraju obszaru chronionej przyrody The Broads. W 2011 roku civil parish liczyła 10 123 mieszkańców. Beccles zostało wspomniane w Domesday Book (1086) jako Becles.